# Finn's Hotel
Finn’s Hotel é uma coleção de dez narrativas curtas escritas por James Joyce publicada postumamente em junho de 2013. Os textos foram escritos em 1923 e descobertos há décadas, tendo a sua maioria sido publicada em 1963 e o seu conjunto reorganizado pela editora irlandesa Ithys Press em 2013, com o argumento de que os contos são textos separados e independentes, mesmo sendo um projeto inicial para o romance Finnegans Wake, de 1939.
Ao contrário de Finnegans Wake, Finn’s Hotel tem uma linguagem comum, sendo composto por pequenas fábulas sobre a história da Irlanda. É considerado o projeto inicial de Finnegans Wake graças à presença de Humphrey Chimpden Earwicker, protagonista do romance, e de um esboço inicial da carta de Anna Livia Plurabelle nos textos.

## História de publicação
Escritos em 1923, depois do lançamento de Ulisses, a maior parte dos textos foi encontrada há décadas em meio aos papéis deixados por Joyce, e foi editada por David Hayman, que publicou-a de forma conjunta em 1963 em A First-Draft Version of Finnegans Wake, considerando-a mais um esboço inicial de Finnegans Wake do que contos individuais.
Em 1992, Danis Rose, após descobrir novos manuscritos desse conjunto e ter uma nova visão sobre esses textos, decidiu publicar a sua edição pela Penguin Books sob o título de Finn's Hotel, mas seus planos fracassaram após a nova edição ser recebida de forma controversa por alguns acadêmicos, que discordaram que os textos fossem publicados sob outro nome que não de rascunhos escritos sem intenções futuras de publicação e, com base nas restrições dos direitos autorais, conseguiram desestimular o lançamento. Apesar de Rose achar, como David Hayman, que os esboços eram um projeto inicial de Finnegans Wake, discordava com ele quanto ao valor individual dos textos – via-os como contos, melhor editados individualmente do que conjuntamente como um simples esboço, já que quando foram escritos Finnegans Wake não tinha efetivamente sido pensado.
Após anos de discussão, alimentada principalmente pela difusão errônea de que a coleção pretendia revelar somente textos novos, e a liberação dos direitos autorais da obra não publicada de Joyce na Irlanda em 2012, Rose decidiu publicar sua edição na editora irlandesa Ithys Press, sob o título de Finn’s Hotel. A edição, limitada e com apuro gráfico, conta com um prefácio de Danis Rose, uma introdução de Seamus Deane e onze ilustrações de Casey Sorrow, ficando o design e a tipografia a cargo de Michael Caine.
Na primavera de 2014, James O’Sullivan escreveu um artigo para a revista de estudos sobre James Joyce Genetic Joyce Studies, intitulado de Finn’s Hotel and the Joycean Canon, em que relata-se o uso de técnicas computacionais para decidir se o texto de Finn’s Hotel era um mero esboço ou se estava no critério de publicação de Joyce. O’Sullivan concluiu que “os fragmentos de Finn’s Hotel têm maior probabilidade de ser rascunhos para o que viria a ser Finnegans Wake” e que estatisticamente “os argumentos da Ithys Press para a publicação têm aparentemente sustentação”.

## Edições
| Título            | Idioma    | Editora                 | Data de publicação  | ISBN          |
| ----------------- | --------- | ----------------------- | ------------------- | ------------- |
| Finn's Hotel      | Inglês    | Ithys Press             | Junho de 2013       | ?             |
| Finn's Hotel      | Espanhol  | Editorial Losada        | 2014                | 9789500399739 |
| Finn's Hotel      | Italiano  | Gallucci                | 2014                | 9788861456525 |
| ΤΟ ΚΟΝΑΚΙ ΤΟΥ ΦΙΝ | Grego     | Psichogios Publications | 2014                | 9786180103366 |
| Finn's Hotel      | Português | Companhia das Letras    | 10 de junho de 2014 | 9788535924558 |
| Finn's Hotel      | Alemão    | Suhrkamp Verlag         | 10 de junho de 2014 | 9789536751846 |